# Eliščino nábřeží
Eliščino nábřeží leží v historickém centru Hradce Králové na levém břehu Labe. Je pojmenováno podle české královny Elišky Pomořanské a vede od Collinovy ulice přes náměstí Osvoboditelů k Rokycanově ulici. 
Na nábřeží se nachází:
- kongresové centrum Aldis
- Městské lázně – Aquacentrum Hradec Králové
- sokolovna
- budova Filharmonie Hradec Králové
- památník tří odbojů
- historická budova Muzea východních Čech
- Obecní dům s infocentrem
- Weinhengstův dům
- batardo, zbytek barokní pevnosti
- památný platan (na rozcestí s ulicí Rokycanova)